# Предоље
Предоље је насељено мјесто у општини Берковићи, у Републици Српској, Босна и Херцеговина. Према попису становништва из 1991. у насељу је живјело 91 становника.

## Историја
У селу се налази велики број стећака, српских средњовековних споменика карактеристичних за Херцеговину.
Данас становништво углавном чине Срби, досељеници из других крајева Херцеговине и Црне Горе.

## Привреда
Становништво се углавном бави пољопривредом.

## Становништво
Према попису становништва из 1991. године, село је имало 91. становника, од чега 90 Срба и 1 Муслиман. Данас село има око 50 становника, готово сви српске националности.
| Националност       | 1991. | 1981. | 1971. | 1961. |
| Срби               | 90    | 104   | 86    | 117   |
| Југословени        |       | 8     |       | 17    |
| Муслимани          | 1     | 3     | 8     |       |
| остали и непознато |       |       |       |       |
| Укупно             | 91    | 115   | 94    | 134   |

| Демографија | Демографија | Демографија |
| Година      | Становника  | Становника  |
| ----------- | ----------- | ----------- |
| 1948.       | 145         |             |
| 1953.       | 130         |             |
| 1961.       | 134         |             |
| 1971.       | 94          |             |
| 1981.       | 115         |             |
| 1991.       | 91          |             |

### Презимена
- Домазет
- Окука
- Марић
- Перишић
- Дука
- Михић